# Fairlight CMI

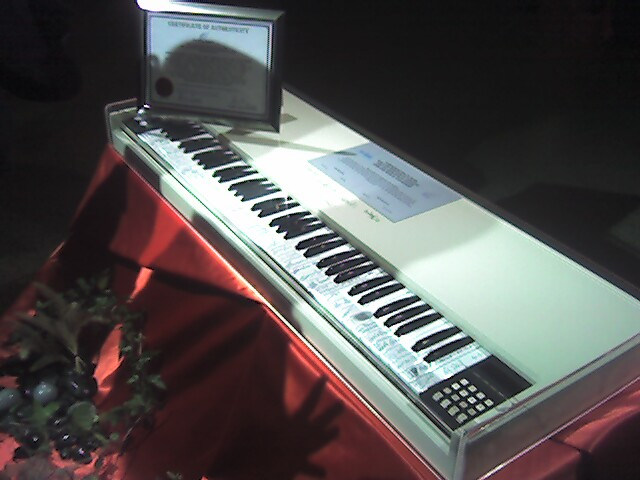
Teclado Fairlight CMI que se subastó el 11 de diciembre de 2006 en la ceremonia benéfica anual de Witness (organización a favor de los derechos humanos). Cada tecla fue firmada por los tecladistas más importantes que utilizaron el Fairlight.
Archivo: Thomas Kriese.

El Fairlight CMI es el primer sampler digital de la historia. CMI es el acrónimo para Computer Music Instrument.
Antes de este sampler se utilizaba el Melotrón, que era un instrumento musical electromecánico polifónico que apareció a mediados de los años sesenta, y que utilizaba cintas magnetofónicas para tomar las muestras (grabaciones), que se encendían mediante las teclas del teclado.
En 1979 se comercializó el invento de los australianos Kim Ryrie y Peter Voguel, que en la primera serie no tenía soporte para el sistema MIDI. El precio rondaba los 25 000 dólares, pero, a pesar del elevado precio, se fabricaron unas 100 unidades.

## Músicos que lo utilizaron
El Fairlight CMI, fue muy usado por músicos de los años ochenta, como
- Laurie Anderson
- Arthur Baker (de la banda Afrika Bambaataa)
- Boris Blank
- David Bowie
- Lindsey Buckingham
- The Buggles (por ejemplo, en su último álbum Adventures in Modern Recording)
- Vince Clarke (de la banda Yazoo)
- Stewart Copeland (baterista de la banda The Police)
- Chick Corea
- Elvis Costello
- Iva Davies
- Thomas Dolby
- Geoff Downes (de la banda de Kate Bush, por ejemplo en el álbum Never for ever, de 1980)
- Keith Emerson
- Brian Eno
- Erasure
- Peter Gabriel (por ejemplo, en la canción «Sledgehammer», y en los álbumes "Shock the monkey" y Security, de 1982)
- Barry Gibb
- Billy Gibbons
- David Gilmour
- Daryl Hall
- Nacho Cano
- Jan Hammer (por ejemplo, en el vídeo musical del tema principal de la serie de televisión Miami Vice)
- Devo (por ejemplo, en el video musical de la canción «We are Devo»)
- Herbie Hancock (por ejemplo, en «Rocket»)
- Greg Hawkes
- David Hirschfelder
- Trevor Horn
- Michael Jackson (por ejemplo, en “Thriller”)
- Jean-Michel Jarre (por ejemplo, en su álbum Magnetic Fields, de 1981)
- JJ Jeczalik
- Howard Jones
- John Paul Jones
- Jim Kerr
- Kate Bush
- Mark Knopfler
- Annie Lennox
- Sir George Martin
- Joni Mitchell
- Mark Mothersbaugh
- Naked Eyes
- Mike Oldfield
- Alan Parsons
- Todd Rundgren
- Midge Ure
- U2 (por ejemplo, en «The Unforgettable Fire»)
- Brian Wilson
- Steve Winwood
- Stevie Wonder (por ejemplo, en su álbum Happy Birthday, de 1980)
- Hans Zimmer
- Pet Shop Boys
- Tears For Fears

### En España
En España fue usado por primera vez por Tino Casal, más tarde por Nacho Cano (del grupo Mecano), así como por Josep Maria Mainat (del grupo musical-humorístico La Trinca y de la productora Gestmusic) o por Semen Up en su segundo álbum. Golpes Bajos utilizó el de Josep Maria Mainat en la versión Maxi de "Colecciono Moscas" publicado en su único LP, A Santa Compaña (1984).

## Innovaciones
El Fairlight CMI fue el primer muestreador digital del mundo, y contaba con otros avances radicales para su tiempo, como el manejo mediante lápiz óptico y una interfaz de usuario conducida por menús. Una de las características de software más significativas del CMI era el llamado Page R, que era el primer secuenciador musical gráfico en tiempo real del mundo, y ha sido ampliamente copiado desde entonces en otros sintetizadores por software.

## Controversias
El instrumento fue muy usado en los futuristas vídeos que dominaban la escena musical de los años ochenta y, al ser el primer dispositivo que cruzaba la línea entre ordenador e instrumento, fue objeto de apasionados debates entre la comunidad de artistas. 
En las notas interiores de la carpeta del álbum No Jacket Required (de 1985), de Phil Collins ―quien era un detractor del Fairlight CMI― aparecía un anuncio «No se ha utilizado ningún Fairlight».
El CMI alcanzó su techo de popularidad en círculos artísticos cuando apareció en la ahora legendaria actuación de Stevie Wonder, Herbie Hancock, Thomas Dolby y Howard Jones en los Premios Grammy de 1985. Irónicamente, el álbum del año en los Premios Grammy de 1985 fue No Jacket Required.

## Fin de las ventas
Aunque todavía se seguía vendiendo a la élite musical de la época, el coste de fabricación forzó a Fairlight a descatalogar el CMI a finales de los años ochenta, ya que la empresa migró su negocio a fabricar estaciones de trabajo de audio digital y mesas de mezclas para productoras de películas de Hollywood, el mercado televisivo y el de grabación musical de alto perfil, donde aún es muy apreciado el "sonido Fairlight".

## Subasta benéfica
El 11 de diciembre de 2006, la ceremonia benéfica anual de Witness tuvo como anfitriones al fundador y presidente de la organización, el músico británico Peter Gabriel, y al actor mexicano Gael García Bernal. El evento incluía actuaciones de Paul Simon, Angélique Kidjo, así como de Kate Pierson y Fred Schneider de los B-52.
Hablando sobre la subasta, John Lancken, jefe ejecutivo de Fairlight, dijo:

Reunir a los artistas y al instrumento que revolucionó la música en los años ochenta es un fascinante ejercicio en la historia de la música, pero hacerlo con el apoyo de Witness para contribuir a la paz y los derechos humanos de todo el mundo es especialmente gratificante. Creemos que este proyecto, la culminación de dos años de duro trabajo, es solo el principio de una larga y productiva relación entre Fairlight y Witness en la que ayudaremos con nuestra experiencia en el campo de medios digitales y con nuestra base de usuarios en estudios y emisoras de todo el mundo, a que pueda avanzar la gran causa por la que Witness lucha cada día.

Haciéndose eco de este sentimiento, Gillian Caldwell, director de Witness, dijo:

Los años ochenta son recordados, entre otras cosas, por la música de la época, mucha de la cual fue creada en el Fairlight CMI. Hoy, Witness busca el asegurar que la década actual no sea recordada como una época en la que el mundo cerró los ojos ante los abusos contra los derechos humanos en todo el mundo. Para abrir los ojos del mundo a estos abusos, Witness se basa en tecnologías de audio y vídeo, por lo que es especialmente emocionante ver que una compañía como Fairlight apoya nuestra causa.

La subasta del 11 de diciembre de 2006 marcó el final de un programa de dos años en el que se ha embarcado Fairlight, Witness y la agencia de relaciones públicas de Nueva York Griffin Public Relations & Marketing para contactar con los artistas que habían usado el teclado. Trabajando con artistas, agentes y managers, se realizaron acuerdos para realizar los autógrafos, y entonces se enviaron las teclas individualmente a artistas de todo el mundo. Cada tecla autografiada fue devuelta a Fairlight en Sídney (Australia), y el teclado fue recientemente reensamblado y enviado a Nueva York, donde será mostrado en una recepción VIP antes de la subasta.